# Румайла
Румайла (Ер-Румайла, Румейла) (англ. Rumaila) — надвелике нафтове родовище в Іраку, біля м. Басра. Входить до нафтогазоносного басейну Перської затоки.
До північної частини Румайли належить і родовище Західна Курна.
Румайлу поділяють на північну та південну частини. Частина Південної Ер-Румайли, яка належить Кувейту, називається Ратка.
Оператором родовища є британська нафтова компанія BP (38%), CNPC має 37%, уряд Іраку - 24%.

## Історія
Відкрите у в 1953  році.
У 2006 році видобуток нафти склав 65 млн тонн.

## Характеристика
Запаси 3500 млн т. Глибина залягання 3050…3350 м.
Геологічні запаси оцінюються в 5,4 млрд т. Густина нафти 0,85-0,87 г/см3 або 33° API.

## Технологія розробки
Розробляється методами позаконтурного та приконтурного заводнення. Річний видобуток 40 млн т нафти.
У 2010 році роботи на родовищі інтенсифіковано. Заплановано 56 нових свердловин.